# Tipulodina xyris
Tipulodina xyris är en tvåvingeart som först beskrevs av Alexander 1949.  Tipulodina xyris ingår i släktet Tipulodina och familjen storharkrankar. Inga underarter finns listade i Catalogue of Life.